# Sông Thác Ma
Sông Thác Ma, còn có tên là sông Thác Mã, sông Mỹ Chánh, là một con sông đổ ra sông Ô Lâu. Sông có chiều dài 51 km và diện tích lưu vực là 172 km². Sông Thác Ma chảy qua các huyện Hải Lăng tỉnh Quảng Trị và Thị xã Phong Điền, thành phố Huế, Việt Nam .
Dư địa chí Phong Điền Lưu trữ ngày 19 tháng 8 năm 2018 tại Wayback Machine giới thiệu thêm tên sông là Sông Thác Mã .